# كالان بورتر
كالان بورتر (بالإنجليزية: Kalan Porter)‏ (و. 1985  م) هو مغن مؤلف، ومغني كندي.

## روابط خارجية
- كالان بورتر على موقع IMDb (الإنجليزية)
- كالان بورتر على موقع ميوزك برينز (الإنجليزية)